# Tsehay Gemechu
Tsehay Gemechu Beyan (amharisch ፀሐይ ገመቹ; * 12. Dezember 1998) ist eine äthiopische Leichtathletin, die sich auf den Langstreckenlauf spezialisiert hat.

## Sportliche Laufbahn
Erste internationale Erfahrungen sammelte Tsehay Gemechu beim Delhi-Halbmarathon 2018, bei dem sie mit Streckenrekord von 1:06:50 h siegte. Im Jahr darauf stellte sie in Valencia im 10-km-Straßenlauf mit 30:15 min einen neuen Landesrekord auf und bei den Crosslauf-Weltmeisterschaften 2019 in Aarhus belegte sie in 36:56 min Rang sechs und sicherte sich in der Teamwertung die Goldmedaille. Im August nahm sie im 10.000-Meter-Lauf an den Afrikaspielen in Rabat teil und siegte dort in 31:56,92 min. Anschließend wurde sie bei den Weltmeisterschaften in Doha in 14:29,60 min Vierte im 5000-Meter-Lauf. Kurz darauf gewann sie zum zweiten Mal den Neu-Delhi Halbmarathon in neuer Streckenrekordzeit von 1:06:00 h. 2021 wurde sie in 30:19,29 min Dritte über 10.000 m bei den Äthiopischen Trials für die Olympischen Sommerspiele in Tokio, bei denen sie aber disqualifiziert wurde. Beim Kopenhagen-Halbmarathon 2021 stellte sie mit ihrer neuen persönlichen Bestzeit von 1:05:08 h, auch einen neuen Streckenrekord auf. Im November gewann sie den Lissabon-Halbmarathon in 1:06:06 h und stellte damit, auch dort einen neuen Streckenrekord auf.
2023 startete sie im Marathonlauf bei den Weltmeisterschaften in Budapest und musste dort ihr Rennen vorzeitig beenden.
Wegen Blutdopings wurde Gemechu beginnend ab November 2023 für vier Jahre gesperrt. Außerdem wurden rückwirkend alle Ergebnisse ab 22. März 2020 gestrichen.

## Persönliche Bestzeiten
- 3000 Meter: 8:33,42 min, 25. September 2020 in Doha
- 5000 Meter: 14:29,60 min, 5. Oktober 2019 in Doha
- 10.000 Meter: 30:19,29 min, 8. Juni 2021 in Hengelo
- 10-km-Straßenlauf: 30:15 min, 13. Januar 2019 in Valencia
- Halbmarathon: 1:05:01 h, 28. August 2022 in Larne
- Marathonlauf: 2:16:56 h,  5. März 2023 in Tokio